# Semih Lütfi Erciyas
Semih Lütfi Erciyas, (nascut Leon Lütfi a Kayseri en data desconeguda, m. a Istanbul, 1945) fou un home de negocis i editor otomà-turc.
Nascut als temps otomans, pertanyia a l'comunitat armènia de Turquia. Va rebre el nom de la muntanya Erciyas al seu poble natal, Kayseri, com a cognom, el 1934, amb la Llei de Cognoms a Turquia. Es va convertir a l'Islam i va canviar el seu nom Leon a Semih. És fundador, el 1906, de l'Editorial Suhulet a Istanbul, que després va canviar de nom a Editorial Semih Lütfi. Segons una font de 1936 l'editorial encara s'anomenava Suhulet. Entre l'agost de 1921 i el 4 de gener de 1923 publicà la revista d'humor Âyine (Mirall) de la qual van sortir 72 números. També publicà una altra revista d'humor, Zümrüd-i Anka. Va assolir la fama amb “Semih Lütfi’nin Ucuz Romanlar Serisi” (Sèrie de novel·les barates de Semih Lütfi), una sèrie de novel·les en turc o traduïdes al turc. La seva dona, Aznif Erciyas, va continuar l'empresa des de la seva mort fins al 1980, que apareixen notícies de premsa atribuint-li una malaltia. Aznif Erciyas morí el 1982 i l'editorial es va tancar poc després. Donà els llibres de l'editorial a una biblioteca d'Istanbul abans de morir.